# なすの斎場グループ
なすの斎場グループ（なすのさいじょうグループ）は、栃木県那須塩原市前弥六に本社を置く三誠（さんせい）が運営する葬儀会館の屋号、またはグループが有する葬儀ブランドの総称。

## 概要
自分のおばあちゃんにしてあげたかった葬式をする会社をモットーとし、家族葬専用式場での葬式は1日一組とし、ゆっくりお別れができる方式としている。
本社を置く栃木県那須塩原市を中心に、同県那須町、大田原市、さくら市、宇都宮市、福島県郡山市に式場を展開している。

## 葬祭式場
出典：公式サイト
- なすの斎場きずな
  - きずな上厚崎 - 那須塩原市上厚崎
  - きずな豊浦中 - 那須塩原市豊浦中
- 家族葬専用式場つむぎ
  - つむぎ黒磯 - 那須塩原市鍋掛
  - つむぎ那須 - 那須郡那須町寺子丙字前原
  - つむぎ西那須野 - 那須塩原市東三島
  - つむぎ大田原 - 大田原市若草
  - つむぎ矢板 - 矢板市鹿島町
  - つむぎさくら - さくら市櫻野
  - つむぎ郡山菜根 - 郡山市菜根屋敷
  - つむぎ郡山小原田 - 郡山市小原田
  - つむぎ宇都宮今泉町 - 宇都宮市今泉町
- 小さな葬儀場しずか
  - しずか西那須野 - 那須塩原市石林
  - しずか黒磯 - 那須塩原市豊浦中
- お花いっぱいの家族葬
  - いちか - 那須塩原市一区町

## 番組スポンサー
2022年7月より栃木放送のワイド番組『～Accent～アクセント～』（2023年4月より1年間はミキシング!）内毎週月曜日（2024年4月より火曜日）「おばあちゃんにラジオ」コーナーのスポンサーをしており、番組パーソナリティの菊池元男自身のエピソードの映画化を提案し、おばあちゃんにラジオ映画製作委員会の事務局や総合プロデューサーも務める。映画「ありがとう、ばあちゃん」は、2023年11月17日に那須町文化センターで完成上映会を開催した。